# Aix-Marseille-Provence metropolisz
Aix-Marseille-Provence metropolisz (franciául: Métropole d'Aix-Marseille-Provence) a franciaországi metropoliszok egyike, a francia községközi társulási rendszer (intercommunalité) része.

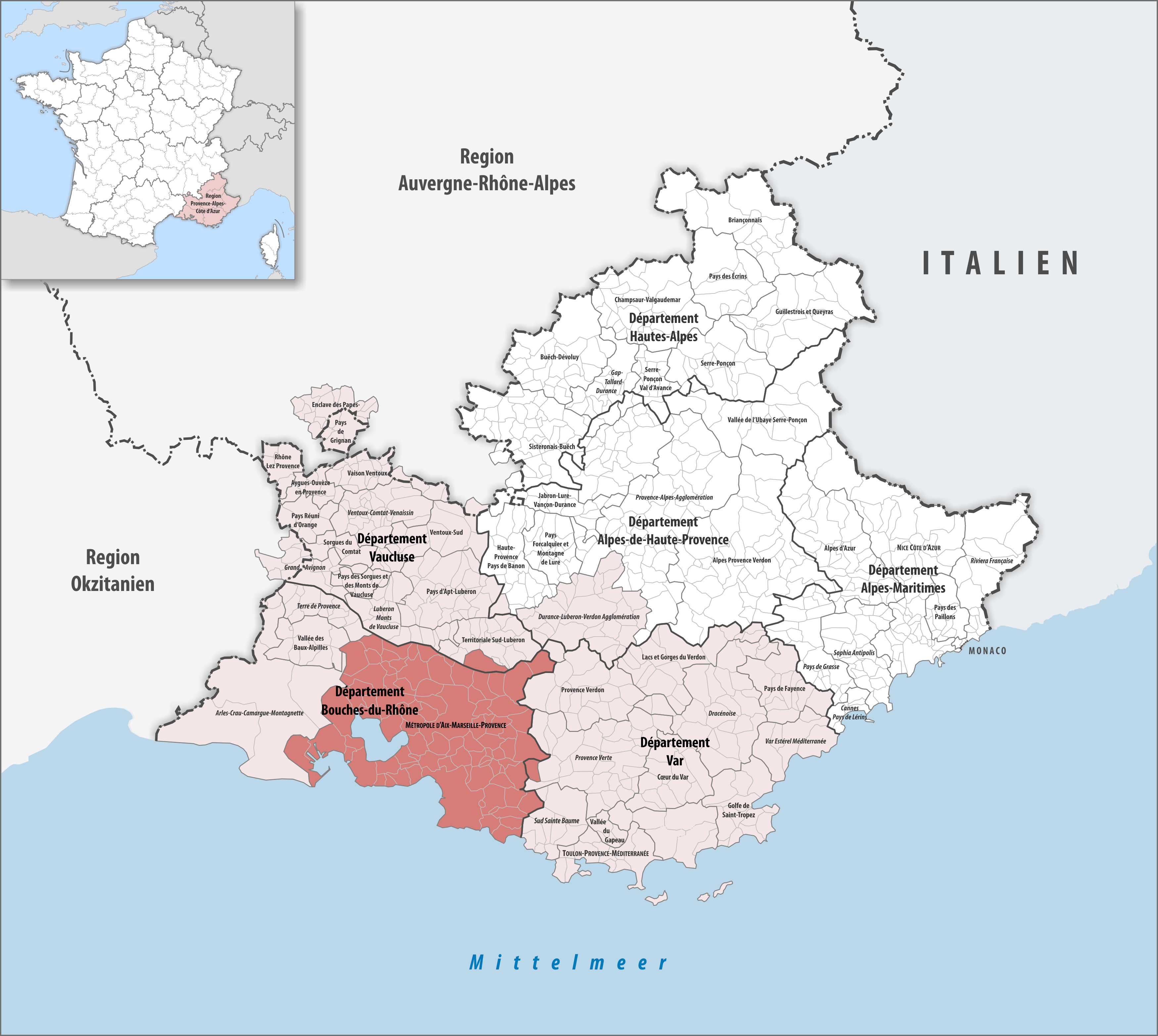
Elhelyezkedése a régión belül

## Ismertetése
Provence-Alpes-Côte d’Azur régió egy részén, Bouches-du-Rhône, valamint kisebb részben Var és Vaucluse megyében helyezkedik el. 2016. január 1-jén alakult meg a korábbi Marseille Provence Métropole városközösség (communauté urbaine), Pays d’Aix agglomerációs közösség és további négy agglomerációs közösség (communauté d'agglomération) társulásával. Népessége 1 889 666 fő volt 2018-ban; ebből 868 277 fő Marseille-ben és 143 097 fő Aix-en-Provence-ban. Területe 3148 km2. Ez az ország legnagyobb kiterjedésű metropolisza. Igazgatási központja Marseille-ben van.
A metropolisz elnöke 2018. szeptembertől kezdve Martine Vassal, aki 2015 óta a Bouches-du-Rhône megyei tanács elnöke is.

## Községek
A metropolisz 92 községe közül 90 Bouches-du-Rhône megyében, Pertuis Vaucluse, Saint-Zacharie pedig Var megyében van.

## Népesség
| 2017 | 1 886 842 |
| 2019 | 1 898 950 |

## Fordítás
- Ez a szócikk részben vagy egészben  az   Aix-Marseille-Provence Metropolis című angol Wikipédia-szócikk ezen változatának fordításán alapul.  Az eredeti cikk szerkesztőit annak laptörténete sorolja fel. Ez a jelzés csupán a megfogalmazás eredetét és a szerzői jogokat jelzi, nem szolgál a cikkben szereplő információk forrásmegjelöléseként.